# Ohlsbach
Ohlsbach è un comune tedesco di 3 382 abitanti, situato nel land del Baden-Württemberg.